# P-47 (ゲーム)
『P-47』（ピーよんなな - ザ・フリーダム・ファイター、P-47 THE FREEDOM FIGHTER）は、日本マイコン開発が開発し、1988年5月にジャレコが発売した業務用ビデオゲーム。第二次世界大戦の欧州戦線を舞台にアメリカ軍機「P47D サンダーボルト」を操縦してドイツ軍との戦いを繰り広げる、2人同時プレイ可能な横スクロールシューティングゲームである。
ジャレコのシステム基板「メガシステム1」の第1弾。日本国外では『P-47: The Phantom Fighter』のタイトルで発売された。
他機種版としては、1989年に日本でPCエンジン版が発売されたほか、1990年には欧州でAmiga、Amstrad CPC、Atari ST、コモドール64、PC/AT互換機、ZX Spectrum版が発売された。また、2011年にはアーケード版の移植としてiOS版が配信され、2020年には『アーケードアーカイブス』の1作品として、PlayStation 4版とNintendo Switch版が配信された。

## ゲーム内容
『P-47』は2人同時プレイができ、途中参加も可能な横スクロールシューティングゲームである。本作は第二次世界大戦を題材とする作品で、1944年の西欧西部戦線を舞台にアメリカ軍の戦闘機「P47D サンダーボルト」を操縦して、ドイツ空軍を相手に空中戦を展開するという設定である。
ステージ数は全8面で、ゲーム中では北フランス、北アフリカ、フランスのアルデンヌ地方におけるドイツ軍との戦いが描かれる。背景は場面ごとに大平原や夕日、砂漠などが描き分けられ、実在する戦闘機や戦車、戦艦が数多く登場する内容となっており、本作の宣伝において訴求箇所として扱われた。また、4面と8面には巨大戦艦ビスマルクが出現し、4画面分におよぶボスステージとなっている。
自機のサンダーボルトは8方向レバーと機銃、特殊兵器の2つのボタンを使って操作する。機銃はアイテムなどで強化できない仕様である。
本作は、自機が被弾するとその場で復活する仕様となっている。獲得した特殊兵器についても強化段階は1段階落ちるが、兵装自体は失われない。難易度についても被弾すると低下する仕様である。これらの仕様についても「親切設計」として、本作の売りの一つとなっていた。なお、軍旗を掲げた指揮戦車を撃ち漏らすと難易度が上昇する。
また、道中には隠しボーナスが隠れている箇所が存在する。弾を撃ち込むことで、得点を獲得する、あるいは1upや特殊兵器などのアイテムを出現させることができる。その他、ステージ中にて獲得したアイテムの数に応じてステージクリア後のリザルトで得点が入り、ノーミスでステージクリアをした場合も同様にリザルトで得点が入る。
なお、本作は8面をクリアすると1面に戻る無限ループの仕様となっている。

### アイテム
本作に登場するアイテムを記述する。特殊兵器は4種類が存在し、道中に出現するアイテムを獲得することで選択かつ強化できる。特殊兵器はそれぞれ長所と短所を兼ね備えた個性を持ち、その使い分けが本作の攻略の鍵となっている。
ミサイル(M)
自機の前方にミサイルを発射する。パワーアップするとミサイルの発射数が多くなり、より広範囲を攻撃できるようになる。
ボム(B)
自機の下部から地上にボムを落とす。パワーアップすると投下するボムの数が増える。
ターレット(T)
レバーを入力した方向へ向かって2WAYの射撃を行う。レバーニュートラル状態では斜め右下に射撃を行う。
エクスプロージョン(E)
自機の前方に炸裂弾を発射する。炸裂前の弾を敵に当てると破壊力が高い。
スピード(S)
自機のスピードがアップする。
1up
残機が1つ増える。

## 移植版
| タイトル                             | 発売日            | 対応機種                                                        | 開発元                    | 発売元              | メディア                              | 型式    | 備考 |
| ------------------------------------ | ----------------- | --------------------------------------------------------------- | ------------------------- | ------------------- | ------------------------------------- | ------- | --- |
| P-47                                 | 1989年3月20日     | PCエンジン                                                      | 日本マイコン開発          | エイコム            | 2メガビットHuCARD                     | AC89001 | |
| P47 Thunderbolt                      | 1990年            | Amiga Amstrad CPC Atari ST コモドール64 PC/AT互換機 ZX Spectrum | Source                    | Firebird Software   | フロッピーディスク                    | -       | |
| P-47 - The Phantom Fighter           | INT 2011年7月20日 | iPhone (iOS)                                                    | DotEmu (移植担当)         | DotEmu              | ダウンロード                          | -       | - 海外アーケード版『P-47: The Phantom Fighter』の移植。 - タッチ操作に対応し、難易度はアーケード版より低く調整されている。 - 配信終了。 |
| P-47 THE FREEDOM FIGHTER             | INT 2020年7月2日  | PlayStation 4 Nintendo Switch                                   | ハムスター (移植担当)     | ハムスター          | ダウンロード (アーケードアーカイブス) | -       | アーケード版の移植 |
| Jaleco Arcade 1                      | 2022年7月29日     | Evercade                                                        | 日本マイコン開発 (移植元) | Blaze Entertainment | ROMカートリッジ                       | -       | - アーケード版の移植 - オムニバス内の1本                                                                                                |
| Polymega Collection 9: Strikers 1945 | INT 2025年5月     | Polymega                                                        | 日本マイコン開発 (移植元) | Playmaji            | DVD                                   | -       | - アーケード版とPCエンジン版を収録 - オムニバス内の1本                                                                                  |

### PCエンジン版
日本マイコン開発が開発し、1989年3月20日にエイコムが発売。
ゲーム内容は一部のボスなどに変更が加えられたアレンジ移植となっており、5面にはPCエンジン版のオリジナルボスとして「装甲飛行船ハイデンベルグ」が追加されている。1人プレイ専用で、コンティニューには回数制限が存在しているほか、コンティニュー回数を1回増やすアイテム「コンティニュー」(「C」の文字のアイテム)の追加もされている。

## スタッフ

### PCエンジン版
- プロデューサー：まつもとゆきお
- スーパーバイザー：ありまようすけ
- プログラム・スーパーバイザー：だてたみお
- 企画：たかおかあきら
- コンストラクター：あきはばらけんいち
- メイン・デザイナー：O.EISAKU（折上英作）
- サウンド・アーティスト：SIZLLA LEONA（岡村静良）
- サウンド・プログラマー：ちだかずひろ（綾部和[注 1]）
- メイン・プログラマー：K.TETSURO

出典：PCエンジン版『P-47』エンディング

## 開発
本作の音楽を担当した岡村静良は2017年の『Red Bull Music Academy』のインタビューで、本作の副題が「THE FREEDOM FIGHTER」であるのは、本作が戦争を賛美するのではなく、自由のために戦うことをテーマとしているためと語った。
岡村はそのコンセプトを踏まえた上で、本作の音楽は戦争の恐怖を伝えるような音楽ではなく、「自由とは何か」を探究し、制作を行ったと述べている。

## 評価

### アーケード版
ゲーム誌『ゲーメスト』の企画「第2回ゲーメスト大賞」（1988年度）で、読者投票により年間ヒットゲーム43位を獲得している。
アミューズメント業界紙『ゲームマシン』が主要ロケーションのオペレーターからの評価を集計した、1988年下半期の「Game Machine's Best Hit Games 25」ランキングにおいて、本作は「テーブル型TVゲーム機」部門の8位を獲得しており、ジャレコの久々のヒット作として注目されていると評している。

### PCエンジン版
ゲーム誌『ファミコン通信』の「クロスレビュー」では合計27点（満40点）、『マル勝PCエンジン』では7・7・7・8の合計29点（満40点）、『PC Engine FAN』の読者投票による「ゲーム通信簿」での評価は以下の通りとなっており、20.69点（満30点）となっている。また、この得点はPCエンジン全ソフトの中で287位（485本中、1993年時点）となっている。同雑誌1993年10月号特別付録の「PCエンジンオールカタログ'93」では、「難易度は普通で、淡々とゲームが進んでいく。背景は派手ではないが、昔のソフトにしては美しい」と紹介されている。
| 項目 | キャラクタ | 音楽 | 操作性 | 熱中度 | お買得度 | オリジナリティ | 総合  |
| 得点 | 3.52       | 3.34 | 3.57   | 3.64   | 3.35     | 3.27           | 20.69 |

## 続編・関連作品

### USAAF ムスタング
NMKが開発し、1990年にUPLが発売したアメリカ軍の戦闘機「P-51D ムスタング」を主役とする横スクロールシューティングゲーム。『P-47』と同様に、アメリカ軍の戦闘機を操縦して枢軸国側（日本軍およびドイツ軍）に戦いを挑む内容となっている。
1991年には、本作のメガドライブ版『ファイアームスタング』をタイトーが発売し、NMKからの許諾を受けている。

### P-47 ACES
NMKが開発し、1995年にジャレコが同社のシステム基板「メガシステム32」第3弾ソフトとして発売した『P-47』の続編。
前作の『P-47』では操縦できる機体が「サンダーボルト」のみであったが、本作ではサンダーボルトに加え、「ブラックウィドウ」、「ソードフィッシュ」、「スピットファイア」の4つの実在する戦闘機から選択できるようになった。それぞれの機体は異なる武器を持っており、その特性を活かした攻略が本作の肝となっている。機体の破片が飛び散る描写など、グラフィックや演出面についても強化されている。
また本作は、高速弾が飛び交う高難易度のシューティングゲームとしても知られており、本作の発売当時に進行していたシューティングゲームの高難易度化を象徴するような内容となっている。
なお、2020年代にはexA-Arcadiaが本作のリメイク作『P-47 ACES改』をシティコネクションの許諾を受けて開発し、同社のシステム基板「exA-Arcadia」用ソフトとして2022年9月に発売・稼働された。同作には『P-47 ACES』の音楽担当者の1人である並木學と、前作『P-47』の音楽を担当した岡村静良によるアレンジ楽曲が収録されている。

### P-47II MD
ジャレコが開発し、シティコネクションが2025年に発売したメガドライブおよび、メガドライブ互換機用ソフト。
1990年ごろにジャレコがセガ・エンタープライゼスの家庭用ビデオゲーム機「メガドライブ」への参入作として、『P-47』を元に開発した未発表作『THE FREEDOM STAR』を新作として発売したもので、第二次世界大戦を舞台にアメリカ軍機『P-47 サンダーボルト』を操縦してドイツ軍および日本軍と戦闘を繰り広げる内容となっている。
音楽は一部の新規楽曲を除いて原作『P-47』のアレンジとなっているが、ステージ構成やゲームシステムについては原作から大幅な変更が加えられている。
なお、本作はジャレコ自身による開発である。主なスタッフとして、企画が『E.D.F.』や『ゲーム天国』を手がけた荒井正広、メインプログラムが『プラスアルファ』のメインプログラマー、サウンドプログラムおよび、編曲・データ作成が内田哉、本作の新規楽曲の作曲が多和田吏という陣容となっていた。本作は業務用版の『E.D.F.』と並行して別チームによって開発が進められ、開発終了後に開発チームはスーパーファミコン版『スーパーE.D.F.』の開発に移行した。
また、本作はセガからの許諾を取得していない、ハードメーカー非ライセンス商品として発売されている。